# Petrus Clementis
Petrus Clementis, född 1585 i Vadstena församling, Östergötland, död 18 mars 1645 i Normlösa församling, Östergötlands län, var en svensk präst.

## Biografi
Petrus Clementis föddes 1585 i Vadstena församling. Han var son till kyrkoherden Clemens Laurentii Gevalensis och Dorothea Persdotter Grubb. Petrus Clementis blev 1603 student vid Uppsala universitet och 1618 kyrkoherde i Normlösa församling. Han blev 1630 kontraktsprost i Vifolka kontrakt. Petrus Clementis avled 1645 i Normlösa församling.

### Familj
Clementis gifte sig första gången med Nora Johannesdotter. Hon var dotter till kyrkoherden Johannes Nicolai Husenbergius och Sigrid Grubb.. De fick tillsammans barnen översten Clemens Grubbenhielm, ryttmästaren Didrik Grubbenfelt och Maria Grubb som gifte sig med biskopen Johannes Elai Terserus och Anna Grubb som var gift med kyrkoherdarna Andreas Enærus, Andreas Ventilius och David Corylander i Normlösa församling.

Clementis gifte sig andra gången 1619 med Ingrid Månsdotter Gylle. Hon var dotter till Måns Pederson i Slomarp. Gylle var syster till Andreas Gyldenklou.